# Paulo Futre
Paulo Jorge dos Santos Futre (Montijo, 1966. február 28. –) portugál válogatott labdarúgó. A portugál válogatott tagjaként részt vett az 1986-os világbajnokságon.

## Statisztika
| Portugál válogatott | Portugál válogatott | Portugál válogatott |
| Időszak             | Mérk.               | gól                 |
| ------------------- | ------------------- | ------------------- |
| 1983                | 1                   | 0                   |
| 1984                | 4                   | 0                   |
| 1985                | 4                   | 1                   |
| 1986                | 4                   | 0                   |
| 1987                | 2                   | 0                   |
| 1988                | 1                   | 0                   |
| 1989                | 4                   | 1                   |
| 1990                | 1                   | 0                   |
| 1991                | 8                   | 2                   |
| 1992                | 3                   | 0                   |
| 1993                | 8                   | 2                   |
| 1994                | 0                   | 0                   |
| 1995                | 1                   | 0                   |
| Összesen            | 41                  | 6                   |